# Майкл Ґолд
Майкл Ґолд (англ. Michael Gold) (уроджений Іцок Ісаак Ґраніч, також званий «Майк») (12 квітня 1894, Нью-Йорк — 14 травня 1967, Терра-Лінда, Каліфорнія) — американський письменник і літературний критик єврейського походження.

## Життєпис
Ґолд народився в Нижньому Іст-Сайді Нью-Йорка, одним із трьох синів румунських єврейських іммігрантів. Свою першу книгу він опублікував під іменем «Ірвін Ґраніч». Під псевдонімом «Майкл Ґолд» він написав свою книгу «Євреї без грошей», яка стала бестселером. Під час американських репресій щодо лівих радикалів, такий як «рейдів Палмера», він присвятив свою діяльність підтримці переслідуваних анархістів і комуністів. У 1925 році він відвідав Радянський Союз, шанувальником якого став після Жовтневого перевороту. У 1926 році почав видавати журнал «Нові маси», головним редактором якого був з 1928 до 1934 року.
Популярність його книги «Євреї без грошей» зробила його культовим лідером Комуністичної партії США. Він писав щоденні редакційні статті для їхньої газети Daily Worker до самої смерті.

## Твори
- - Life of John Brown. Girard, KS: Haldeman-Julius, 1924.
  - Proletarian Song Book of Lyrics from the Operetta „The Last Revolution.“ With J. Ramirez and Rudolph Liebich. Chicago: Local Chicago, Workers Party of America, 1925.
  - The Damned Agitator and Other Stories. Chicago: Daily Worker Publishing, 1927. —Little Red Library #7.
  - Money: A Play in One Act. New York: Samuel French, 1929.
  - 120 Million. New York: International Publishers, 1929.
  - Jews Without Money. New York: International Publishers, 1930; deutsch: Juden ohne Geld, Berlin 1931, 1955 und 1989
  - Charlie Chaplin's Parade. New York: Harcourt, Brace, 1930; deutsch: Charlie Chaplins Parade, Berlin 1955
  - Proletarian Literature in the United States: An Anthology. (Contributor.) New York: International Publishers, 1935.
  - Change the World! New York: International Publishers, 1936.
  - „Battle Hymn“: A Play in Three Acts. With Michael Blankfort. New York: Play Bureau, Federal Theatre Project, 1936.
  - The Hollow Men. New York: International Publishers, 1941.
  - David Burliuk: Artist-Scholar, Father of Russian Futurism. New York: A.C.A. Gallery, 1944.
  - Rhymes for Our Times. With Bill Silverman and William Avstreih. Bronx, NY: Lodge 600, Jewish People's Fraternal Order of the International Workers Order, 1946.
  - The Mike Gold Reader. New York: International Publishers, 1954.